# 백석로 (천안시)
백석로(Baek Seok-ro)는 대한민국의 충청남도 천안시 동남구 신안동에서 충청남도 천안시 서북구 백석동을  연결하는 도로이다.

## 노선 경로
| 이름                        | 접속 노선      | 비고          |
| 만남로와 직결               | 만남로와 직결  | 만남로와 직결 |
| --------------------------- | -------------- | ------------- |
| 방죽안 오거리               | 대흥로 중앙로  |               |
| 신성1교                     |                | 천안천        |
| 신성2교                     |                |               |
| 신성3교                     |                |               |
| 봉정 사거리                 | 봉정로         |               |
| 구상골 사거리               | 쌍용대로       |               |
| 백석 사거리                 | 서부대로       |               |
| (이름없음)                  | 동서대로       |               |
| (이름없음)                  | 시청로 한들2로 |               |
| 운동장 사거리 (고가차도)    | 번영로         |               |
| 음봉로와 직결 (아산시 방향) |                |               |

## 주요 건물 및 시설
- 천안서부새마을금고 백석지점 -  (백석로 128/백석동 863 )
- 현대자동차 천안서부지점 - (백석로 55/백석동 325)
- 천안배원원예농협 백석지점 - (백석로 258/성정동699-1)

## 같이 보기
- 천안시